# Орландо, Андреа
Андреа Орландо (итал. Andrea Orlando; род. 8 февраля 1969, Специя, Лигурия) — депутат итальянского парламента, министр окружающей среды и защиты суши и моря в правительстве Летта (2013—2014), министр юстиции в правительстве Ренци и правительстве Джентилони (2014—2018). Министр труда (2021—2022).

## Биография

### Ранние годы
Родился 8 февраля 1969 года в Специи (Лигурия), в 1989 году стал секретарём провинциальной организации Итальянской коммунистической молодёжной федерации (FGCI), в 1990 году избран в коммунальный совет Специи от Итальянской коммунистической партии, позднее переизбран в совет от ДПЛС и в 1993 году возглавил в нём партийную фракцию. В 1995 году стал секретарём городской партийной организации, в 1997 году мэр Джорджо Пагано назначил его членом городской управы, где Орландо сначала отвечал за сферу частного предпринимательства, затем — городского планирования, и занимался этим до 2002 года.
Орландо не имеет высшего образования.

### Партийная карьера
В 2000 году Орландо вошёл в руководство региональной организации партии «Левые демократы» и отвечал там за связи с местными партийными организациями, а в 2001 году стал секретарём провинциальной организации. В 2003 году Пьеро Фассино привлёк его к работе в Национальном правлении (Direzione nazionale) партии. В апреле 2007 года партия «Левых демократов» была реорганизована в Демократическую партию, и Орландо отвечал в ней за организационные вопросы, а 14 ноября 2008 года национальный секретарь Вальтер Вельтрони назначил его пресс-секретарём Национального секретариата партии, в ноябре 2009 года Пьер Луиджи Берсани назначил Орландо председателем партийного Форума «Юстиция» (Forum Giustizia).

### Депутат
На парламентских выборах 9-10 апреля 2006 года избран в Палату депутатов по списку коалиции «Оливковое дерево», в 2008 — вновь избран и стал членом Бюджетной комиссии, а также Парламентской комиссии «Антимафия». В 2013 году выиграл предварительные выборы в Демократической партии и возглавил партийный список в Лигурии, а после выборов 24-25 февраля 2013 года стал членом Палаты депутатов XVII-го созыва.

### Работа в левоцентристских правительствах
28 апреля 2013 года стал министром окружающей среды и защиты суши и моря в правительстве Летта.
22 февраля 2014 года принял присягу в качестве министра юстиции в правительстве Ренци.
9 апреля 2015 года в одном из залов судебных заседаний Дворца правосудия в Милане подсудимый в деле о банкротстве Клаудио Джардиелло (Claudio Giardiello) застрелил из пистолета двоих человек, а также судью в его рабочем кабинете. Четвёртый труп был найден на лестнице без видимых следов насилия — очевидно, человек скончался ввиду слабого здоровья. Орландо ещё перед своим срочным отъездом в Милан заявил, что его ведомство никогда не получало сведений о недостатках в системе безопасности судебных учреждений Милана (сразу после трагедии появились информация о том, что один из металлодетекторов на входе во Дворец правосудия был неисправен).
9 января 2016 года стало известно, что правительство Ренци прерывает работу по подготовке инициированного Орландо законопроекта о декриминализации нелегальной иммиграции и переквалификации данного деяния в административное правонарушение. По мнению аналитиков, решающую роль в принятии правительством такого решения стала позиция министра внутренних дел Анджелино Альфано.
12 декабря 2016 года вновь получил портфель министра юстиции — в сформированном после отставки Маттео Ренци правительстве Джентилони.
30 апреля 2017 года Орландо принял участие в прямых выборах лидера ДП, триумфальную победу в которых вновь одержал Ренци, получивший поддержку 70 % избирателей (1 283 389 голосов). За Орландо проголосовали 19,5 % избирателей.
5 июля 2017 года в тюремной больнице умер вследствие голодовки объявивший себя политзаключённым борец за независимость Сардинии Сальваторе «Доддоре» Мелони. Он провозгласил на необитаемом итальянском острове Маль-ди-Вентре «республику Малу Энту» (по названию острова на сардинском диалекте), объявил себя её президентом, принял государственную символику и назначил шесть министров. 28 апреля 2017 года был арестован по подозрению в причинении экологического ущерба, продемонстрировав журналистам у входа в тюрьму книгу ирландского активиста Бобби Сэндса.
1 июня 2018 года было сформировано первое правительство Конте, в котором Орландо не получил никакого назначения.

### Вне правительства
17 апреля 2019 года назначен первым заместителем национального секретаря Демократической партии Никола Дзингаретти.

### В правительстве Драги
13 февраля 2021 года принесло присягу правительство Драги, в котором Орландо получил портфель министра труда.
27 ноября 2021 года, выступая в Генуе на IV национальной конференции по борьбе с зависимостями, Орландо заявил о необходимости легализации каннабиса. Свою позицию он обносновал кардинальным изменением ситуации в связи с исходом последних парламентских выборов в Германии, где одержавшая победу коалиция занимает те же позиции.
22 октября 2022 года было сформировано правительство Мелони, в котором Орландо не получил никакого назначения.

### Дальнейшая деятельность
27-28 октября 2024 года Андреа Орландо проиграл региональные выборы в Лигурии с результатом 47,7 %, уступив в борьбе за пост губернатора кандидату от правоцентристов Марко Буччи (48,8 %).